# Сомово (Вяземский район)
Сомово — деревня в Вяземском районе Смоленской области России. Входит в состав Исаковского сельского поселения. Население — 4 жителя (2007 год).
Расположена в восточной части области в 21 км к востоку от Вязьмы, в 22 км восточнее автодороги Р132 Вязьма — Калуга — Тула — Рязань, на берегу реки Вороновки. В 8 км восточнее деревни расположена железнодорожная станция Исаково на линии Вязьма — Калуга.

## История
В годы Великой Отечественной войны деревня была оккупирована гитлеровскими войсками в октябре 1941 года, освобождена в марте 1943 года.